# 우사미 요시히로
USA (본명 : 宇佐美吉啓, 우사미 요시히로)는 일본의 그룹 EXILE의 멤버이자 퍼포머다. 현재는 니시다 시즈카(퍼포머)와EXILE멤버:TETSUYA(퍼포머)와함께 DANCE EARTH PARTY의 멤버이다. 가나가와 현 요코하마 시 출신. 1977년 2월 2일생.

## 내역
- “BABY NAIL”에 가입 후, “JAPANESE SOUL BROTHERS”에 가입. “J Soul Brothers”의 멤버가 된다. EXILE의 활동과 병행하면서, 2005년에는 멤버인 MAKIDAI와 함께 랩그룹인 RATHER UNIQUE을 결성해 MC를 맡는다.
- 댄스를 테마로 세계를 여행하면서 춤추고 있다.
- 아버지가 EXILE의 리믹스앨범의 CM에 출연. EXILE과 함께 가요프로그램에 등장했다.
- 댄스의 테크닉이나 오리지널리티는 EXILE의 넘버1이라고 불리는 만큼, 야간보행을 자랑으로여긴다.
- 이름은 USA이지만, 읽는 법은 ‘우사’라고 읽는다.